# Dichochrysa macleodi
Dichochrysa macleodi là một loài côn trùng trong họ Chrysopidae thuộc bộ Neuroptera. Loài này được Adams & Garland miêu tả năm 1983.